# Mycogloea macrospora
Mycogloea macrospora är en svampart som först beskrevs av Berk. & Broome, och fick sitt nu gällande namn av Robert Francis Ross McNabb 1965. Mycogloea macrospora ingår i släktet Mycogloea, ordningen Agaricostilbales, klassen Agaricostilbomycetes, divisionen basidiesvampar och riket svampar.   Inga underarter finns listade i Catalogue of Life.